# Guvernul Theodor Rosetti (1)
Guvernul Theodor Rosetti (1) a fost un consiliu de miniștri care a guvernat România în perioada 22 martie - 11 noiembrie 1888.

## Componența
- Președintele Consiliului de Miniștri

Theodor Rosetti (22 martie - 11 noiembrie 1888)
- Ministrul de interne

Theodor Rosetti (22 martie - 11 noiembrie 1888)
- Ministrul de externe

Petre P. Carp (22 martie - 11 noiembrie 1888)
- Ministrul finanțelor

Menelas Ghermani (22 martie - 11 noiembrie 1888)
- Ministrul justiției

Alexandru Marghiloman (22 martie - 11 noiembrie 1888)
- Ministrul de război

General Constantin Barozzi (22 martie - 11 noiembrie 1888)
- Ministrul cultelor și instrucțiunii publice

Titu Maiorescu (22 martie - 11 noiembrie 1888)
- Ministrul lucrărilor publice

Alexandru B. Știrbei (22 martie - 11 noiembrie 1888)
- Ministrul agriculturii, industriei, comerțului și domeniilor

ad-int. Titu Maiorescu (22 martie - 4 iunie 1888)
ad-int. Petre P. Carp (4 iunie - 11 noiembrie 1888)

## Sursa
- Stelian Neagoe - "Istoria guvernelor României de la începuturi - 1859 până în zilele noastre - 1995" (Ed. Machiavelli, București, 1995)

| Precedat(ă) de: Guvernul Ion C. Brătianu (4) | Guvernul Theodor Rosetti (1) 22 martie - 11 noiembrie 1888 | Succedat(ă) de: Guvernul Theodor Rosetti (2) |